# Белотинци
Белотинци (болг. Белотинци) — село в Болгарии. Находится в Монтанской области, входит в общину Монтана. Население составляет 610 человек.

## Политическая ситуация
В местном кметстве Белотинци, в состав которого входит Белотинци, должность кмета (старосты) исполняет Григор  Петров Григоров (Граждане за европейское развитие Болгарии (ГЕРБ)) по результатам выборов.
Кмет (мэр) общины Монтана — Златко Софрониев Живков (независимый) по результатам выборов.